# Anthene miya
Anthene miya är en fjärilsart som beskrevs av Hans Fruhstorfer 1916. Anthene miya ingår i släktet Anthene och familjen juvelvingar. Inga underarter finns listade i Catalogue of Life.